# Карамышева, Наталья Германовна
Наталья Германовна Карамышева (род. 3 августа 1959, Свердловск, РСФСР, СССР) — советская фигуристка, выступавшая в танцах на льду. В паре с Ростиславом Синицыным, она — двукратная чемпионка СССР. Мастер спорта СССР международного класса.
После завершения карьеры выступала в «Театре Ледовых Миниатюр» Игоря Бобрина. В 1996 году переехала в Чехию, где работает хореографом и тренером по фигурному катанию.
Замужем за бывшим партнёром Ростиславом Синицыным. Их сын, Александр Синицын, пошёл по стопам родителей и также выступает в танцах на льду (представляет Чехию).

## Результаты выступлений
| Соревнования                     | 1977—1978 | 1978—1979 | 1979—1980 | 1980—1981 | 1981—1982 | 1982—1983 |
| -------------------------------- | --------- | --------- | --------- | --------- | --------- | --------- |
| Чемпионаты мира                  |           |           | 7         |           |           |           |
| Чемпионаты Европы                |           | 5         |           |           |           |           |
| Чемпионаты СССР                  | 1         | 3         | 1         |           |           | 3         |
| Skate Canada International       |           |           |           |           | 3         |           |
| NHK Trophy                       |           |           | 3         |           | 2         |           |
| Приз газеты «Московские новости» |           |           | 3         |           |           |           |
| Зимняя универсиада               |           |           |           | 2         |           |           |